# Råttdjur
Råttdjur (Muridae) är en familj gnagare. Vissa arter förekommer idag över nästan hela världen sedan de under holocen följt med människan i dess farkoster.
Dessa arter har särskilt bra förmåga att anpassa sig till olika förhållanden och räknas vanligen som kulturföljare. De flesta råttdjursarterna har däremot sällan kontakt med människan och har begränsade utbredningsområden.
Till familjen räknas omkring 815 arter fördelade på cirka 155 släkten. Råttdjur är därmed den artrikaste familjen av alla däggdjur. 
Deras ursprungliga utbredningsområde sträckte sig över Eurasien, Afrika och Australien. Med människans hjälp har de nått även andra världsdelar förutom Antarktis.
De första råttdjuren uppkom för cirka 16 miljoner år sedan under miocen i södra Asien. Genom vandringar nådde de kort efteråt norra Afrika och senare andra världsdelar.

## Utseende
Inom familjen förekommer en stor variation av former men den typiska grundformen är den som representeras av brunråttan och husmusen. De största avvikelser från grundformen hittas i bergstrakter och på isolerade öar. Med en vikt upp till 100 g eller för släktet råttor upp till 500 g är de flesta familjemedlemmar små däggdjur. De minsta råttdjur hittas i undersläktet Nannomys inom släktet möss (Mus). De är med svans 50 till 80 mm långa och de väger cirka 3 g eller lite mer. Däremot är manråttan (Lophiomys imhausi) ett av de större råttdjuren med en vikt av 500 till 920 g och det största råttdjuret är molnråttan med en längd av 750 till 770 mm (med svans) och en vikt av 1,9 till 2,6 kg.
Liksom husmusen har de flesta råttdjur en långsmal svans med glest fördelade hår så att fjällen är synliga. Några råttdjur, som flera ökenråttor, har däremot en tofs vid svansens slut och Crateromys påminner med sin yviga svans om ekorrar. Svansen är ofta enfärgad eller mörk på ovansidan samt ljus på undersidan men några råttdjur som Hydromys chrysogaster har den mörka delen närmast bålen och en vit svansspets. Hos flera borstpälsade möss och hos Leimacomys buettneri är svansen påfallande kort och ökenråttan Pachyuromys duprasi har en svans som liknar en morot i formen. Medlemmar av släktet Zyzomys kan lagra fett i svansen så att den blir tjockare. Taggmöss och olika andra råttdjur har förmåga till autotomi, deras svans bryts av vid ett förutbestämt ställe så att råttdjuret kan fly från fiender.
På bålen är pälsen hos de flesta råttdjur brun, gråbrun, svartbrun, rödbrun eller gulbrun och undersidan är oftast ljusare till vitaktig. Råttdjur som lever i öknar har allmänt ljus päls. Några medlemmar har en längsgående mörk strimma på ryggens topp och andra råttdjur har upp till tolv strimmor på ovansidan.
Med undantag av könsdelar och honornas spenar förekommer inga skillnader mellan honor och hanar. Honor har allmänt 2 till 12 par spenar och det senare fallet med många spenar påträffas främst i släktet Mastomys.
Antalet fingrar vid framtassen varierar mellan tre och fyra och vid bakfoten kan tre till fem tår finnas. De är vanligen utrustade med klor men flera trädlevande råttdjur har naglar. Fingrar och tår kan vara nakna eller täckta av hår.
Råttdjurens framtänder är beroende på art vita, gula eller orange. Manråttan och några möss (släktet Mus) har däremot gula framtänder i underkäken och vita framtänder i överkäken. Framtändernas yta kan vara slät eller utrustad med en eller två fåror. Liksom hos andra gnagare växer framtänderna fortlöpande och spetsen slippas av när individen gnager på föda eller andra föremål. En hörntand saknas i varje käkhalva och det förekommer en klaff (diastema) mellan fram- och kindtänderna. Det generella antalet kindtänder är tre per käkhalva med olika undantag där arter endast har två kindtänder per sida i över- och/eller underkäken. Den året 2012 nybeskrivna arten Paucidentomys vermidax har inga kindtänder alls.
Under äggets utveckling till embryo bildas i trofoblasten (ett skyddsskikt i blastocysten) en konformig struktur som sedan inte blir del av moderkakan. Konen har hos råttdjur en viktig funktion vid blastocystens implantation i livmoderväggen. Inga andra däggdjur har en liknande kon.

## Habitat
Allmänt för alla råttdjur gäller att de hittas i alla habitat med undantag av tundran och polaröknar norr om 62:a breddgraden samt i Antarktis. Den största artrikedomen förekommer i tropiska skogar i orientaliska och australiska regionen. Ökenråttor är anpassade till torra landskap. Även några andra råttdjur som taggmöss föredrar torra skogar, savanner eller klippiga områden.

## Ekologi
De flesta råttdjur bygger en form av näste som ofta göms i trädens håligheter, i jordhålor, i buskar eller mellan tuvat gräs. För boet sammanvävas ofta blad, gräs och andra växtfibrer. Hos olika familjemedlemmar kan boet vara påfallande stort. Till exempel bygger den större kvistboråttan bon av kvistar som är en meter höga och hos den andra arten i samma släkte var de tre meter långa och två meter breda. Andra råttdjur lever i komplexa tunnelsystem eller de sover i bergssprickor. Ingångarna till underjordiska bon ligger ofta i skyddet av buskar, rötter eller stenar. Allmänt stannar råttdjur i eller nära boet under största delen av livet. Underjordiskt levande råttdjur är däremot inte lika fast kopplade till boet som mullvadar.
För de flesta arter gäller att de är nattaktiva och många är inte aktiva under hela natten. Andra råttdjur är aktiva under skymningen och gryningen. I släktena gräsråttor, Rhabdomys och gräsmöss hittas även dagaktiva arter.
Generell har råttdjur ett kort liv och många individer dör innan de blir könsmogna. En generation är för de flesta arter ett eller två år lång. Råttdjur med ett långt liv i naturen hittas till exempel i släktet Conilurus med många exemplar som blir två år gamla. Flera arter som har ett kort liv i naturen kan leva tre eller fyra år i fångenskap. Vilda individer av släktet Psammomys lever högst 18 månader men i laboratorium blev enskilda exemplar 6 år gamla.

## Systematik

### Yttre systematik
Tidigare räknades alla arter i överfamiljen Muroidea till familjen råttdjur. Fortfarande är det inte helt utrett vilket ursprung de sex familjer har som ingår i överfamiljen. Det gäller främst avgränsningen mellan råttdjur och familjen Nesomyidae. En tidig form av gnagare som kan vara anfadern till båda familjer är släktet Potwarmus. De äldsta fossilen av släktet är 19 eller 18 miljoner år gamla och uppdelningen i två familjer skedde antagligen för 16 till 12 miljoner år sedan. Fossil av släktet har hittats i Pakistan och Libyen. Ungefär samtidig levde i Pakistan släktet Antemus. Släktets medlemmar hade ungefär samma tanduppsättning som dagens råttdjur och släktet kan vara anfadern till alla råttdjur eller för underfamiljen Deomyinae. Ytterligare ett dokumenterad släkte från tiden för 12 till 10 miljoner år sedan är Progonomys. Fossil av släktet har hittats i Pakistan, norra Afrika och Västeuropa. Den första molaren (en av kindtänderna) av släktets medlemmar har i princip samma konstruktion som hos dagens underfamilj Murinae.

### Inre systematik
Enligt Wilson & Reeder (2005) delas familjen råttdjur in i fem underfamiljer.
- Gamla världens möss och råttor (Murinae)
- Ökenråttor (Gerbillinae)
- Deomyinae
- Leimacomyinae
- Egentliga öronråttor (Otomyinae)

I nyare avhandlingar som Handbook of the Mammals of the World från 2017 flyttas underfamiljen egentliga öronråttor  (släktena Otomys och Parotomys) som ett tribus till underfamiljen Murinae. Detta tribus fick det vetenskapliga namnet Otomyini. I samma verk infogas underfamiljen Lophiomyinae med manråttan som enda art i familjen råttdjur. Den var i verket från 2005 en medlem av familjen hamsterartade gnagare (Cricetidae).